# Железный волк (Литва)
Железный волк (лит. Geležinis Vilkas), также известно как Ассоциация железных волков — литовское фашистское движение, основанное Аугустинасом Вольдемарасом в 1927 году. Для достижения своих политических целей «железные волки» нередко применяли силу. Движение было запрещено в 1930, но продолжало действовать в подполье. В 1934 члены движения пытались свергнуть президента Антанаса Сметону (Сметона ранее был одним из самых уважаемых в организации). После неудачной попытки переворота Вольдемарас был арестован. Находился под стражей до 1938. Сразу после своего освобождения эмигрировал. Во время Второй мировой войны многие члены движения сотрудничали с немецкими властями.
Название этой организации уходит корнями в «Письма Гедиминаса», которые, в свою очередь, упоминаются в поэме Адама Мицкевича «Пан Тадеуш»:

Однажды Гедимин охотился в Понарах,

На шкуру он прилёг в тени деревьев старых

И песней тешился искусного Лиздейки,

Пока не задремал под говорок Вилейки;

Железный волк ему явился в сновиденье,

И понял Гедимин ночное откровенье:

Он Вильно основал, и, словно волк огромный

В кругу других зверей, встал город в чаще тёмной.